# Schneckenberg (Belvedere Weimar)

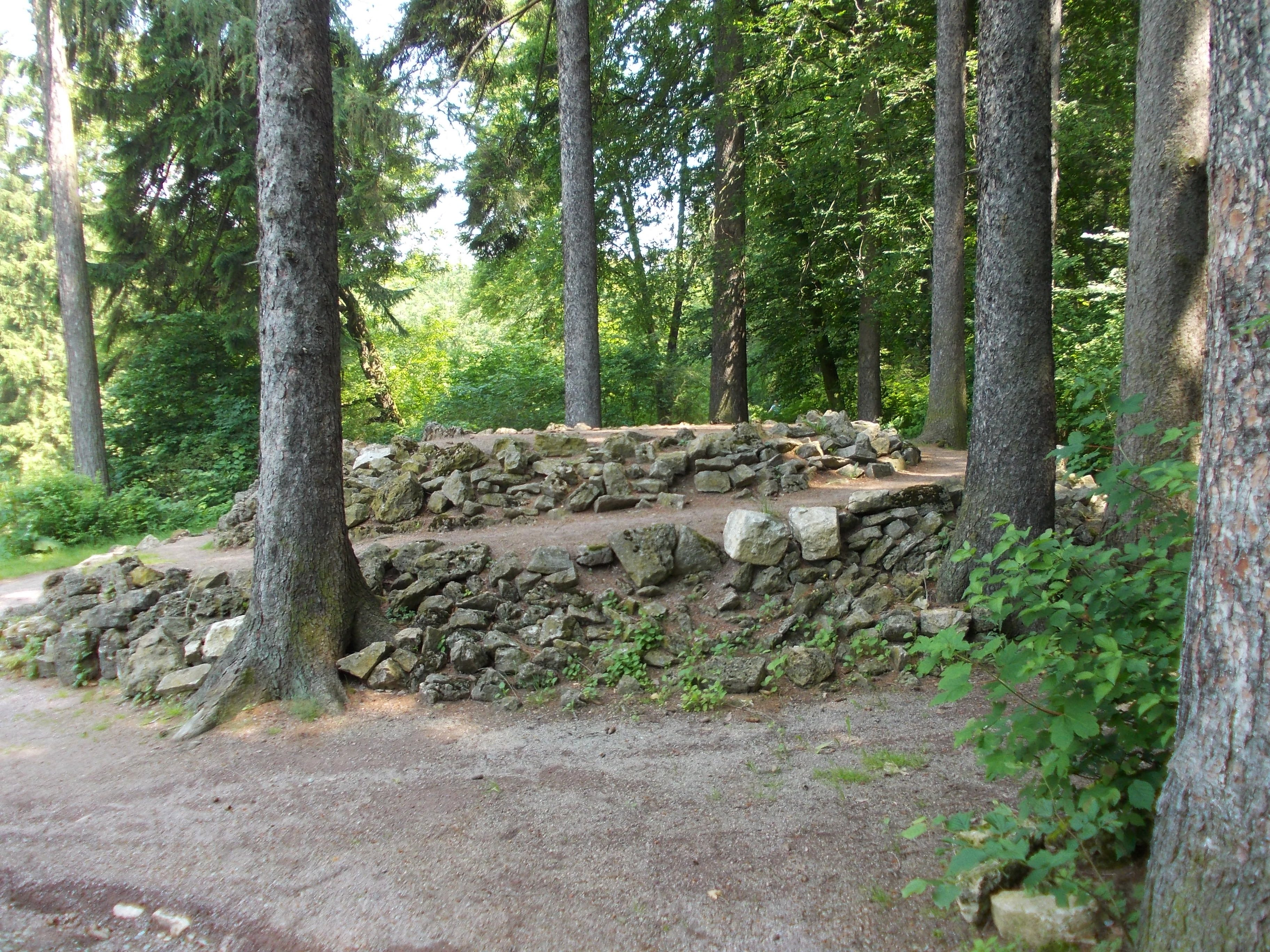
Schneckenberg

Der Schneckenstein im südlichen Schlosspark von Belvedere (Weimar) ist eine flache schneckenförmige Plattform aus Bruchstein. Errichtet wurde er 1822. Er liegt in dem Bereich, wo die Parkgestaltung allmählich in den Belvederer Forst übergeht.
Der Schneckenstein steht auf der Liste der Kulturdenkmale in Ehringsdorf.